# Milinka Merlini
Milinka Merlini Cirović est une joueuse d'échecs yougoslave puis française née le 24 octobre 1929 à Tučkovo dans le royaume de Yougoslavie (aujourd'hui en Serbie) et morte le 29 octobre 1996 à Paris. Championne de Belgrade et de Serbie en 1960, elle émigra en France en 1961 et fut à l'origine de la recréation du championnat de France d'échecs féminin en 1975 (il n'avait plus été organisé après 1957). Elle remporta le titre de championne de France à cinq reprises (en 1975, 1976, 1977, 1978 et 1980) et représenta le France lors de quatre olympiades (au premier échiquier en 1974, 1976, 1978, 1980 et comme remplaçante en 1986).

## Traductions
Milinka Merlini était professeur de russe et traduisit les livres suivants :
- José Raul Capablanca, Principes fondamentaux du jeu d'échecs, 1981 ;
- Borislav Ivkov, Le Championnat du monde de Bobby Fischer, 1998 (traduit en collaboration avec sa fille France Merlini) ;
- De Mikhaïl Ioudovitch
  - Perfectionnez-vous aux échecs, la maîtrise au premier degré, 1984 ;
  - Le Plan dans la partie d'échecs, du plan à la victoire, 1996,  (traduit en collaboration avec sa fille France Merlini)